# Galagania ferganensis
Galagania ferganensis là một loài thực vật có hoa trong họ Hoa tán. Loài này được (Korovin) M.G.Vassiljeva & Pimenov mô tả khoa học đầu tiên năm 1983.